# Musica musica (Sud Sound System)
Musica musica è il terzo album in studio dei Sud Sound System, pubblicato dall'etichetta Royality Records nel 2001.
Prodotto, arrangiato e mixato dal Sud Sound System al S.S.S. Studio di San Donato di Lecce. Recording engineering: Treble & GgD. Editing: Ohm Guru & Max Gardini al Groove Factory di Bologna.

## Tracce
1. Trenula (Don Rico) – 3:44 (Antonio Petrachi)
2. Un fuoco brucia (sarò qui) (Terron Fabio) – 4:05 (Antonio Petrachi)
3. Dumame tuttu (Papa Gianni & Nandu Popu) – 4:09 (Antonio Petrachi – Sax: Alessandro Nocco)
4. Musica musica (Treble) – 3:39 (Antonio Petrachi)
5. Mena moi (parte doi) (Don Rico & Terron Fabio) – 3:37 (Antonio Petrachi – tromba: Cesare dell'Anna)
6. Troppu chinu (Treble & Don Rico) – 3:18 (Antonio Petrachi)
7. None no (Terron Fabio) – 4:22 (Antonio Petrachi)
8. Nu tradire mai (Nandu Popu) – 4:17 (Antonio Petrachi)
9. Passione (Don Rico) – 3:41 (Antonio Petrachi)
10. Comu a moi (Treble) – 3:28 (Antonio Petrachi, Alessandro Garofalo – tastiera: Alessandro Garofalo)
11. Muti de iddhri (Don Rico & Terron Fabio) – 4:00 (Antonio Petrachi)
12. Ci è ca nu bole (Treble, Terron Fabio, Nandu Popu, Marina) – 3:34 (Antonio Petrachi)
13. Reggae ammienzu a nui (Don Rico, Terron Fabio, Nandu Popu) – 3:52 (Antonio Petrachi)